# Spodoptera marima
Spodoptera marima är en fjärilsart som beskrevs av William Schaus 1904. Spodoptera marima ingår i släktet Spodoptera och familjen nattflyn. Inga underarter finns listade i Catalogue of Life.